# Santa Margherita Ligure
Santa Margherita Ligure est une commune italienne de la ville métropolitaine de Gênes en Ligurie. C'est une station balnéaire de la Riviera ligure.

## Géographie
Santa Margherita est située dans la Riviera ligure sur la partie méridionale du promontoire de Portofino. Une partie du territoire communal de Santa Margherita Ligure se situe dans le Parc naturel régional de Portofino.
Les communes limitrophes de Santa Margherita Ligure sont Camogli, Portofino et Rapallo.
Les frazioni de la commune sont Nozarego, Paraggi et San Lorenzo della Costa.

## Administration

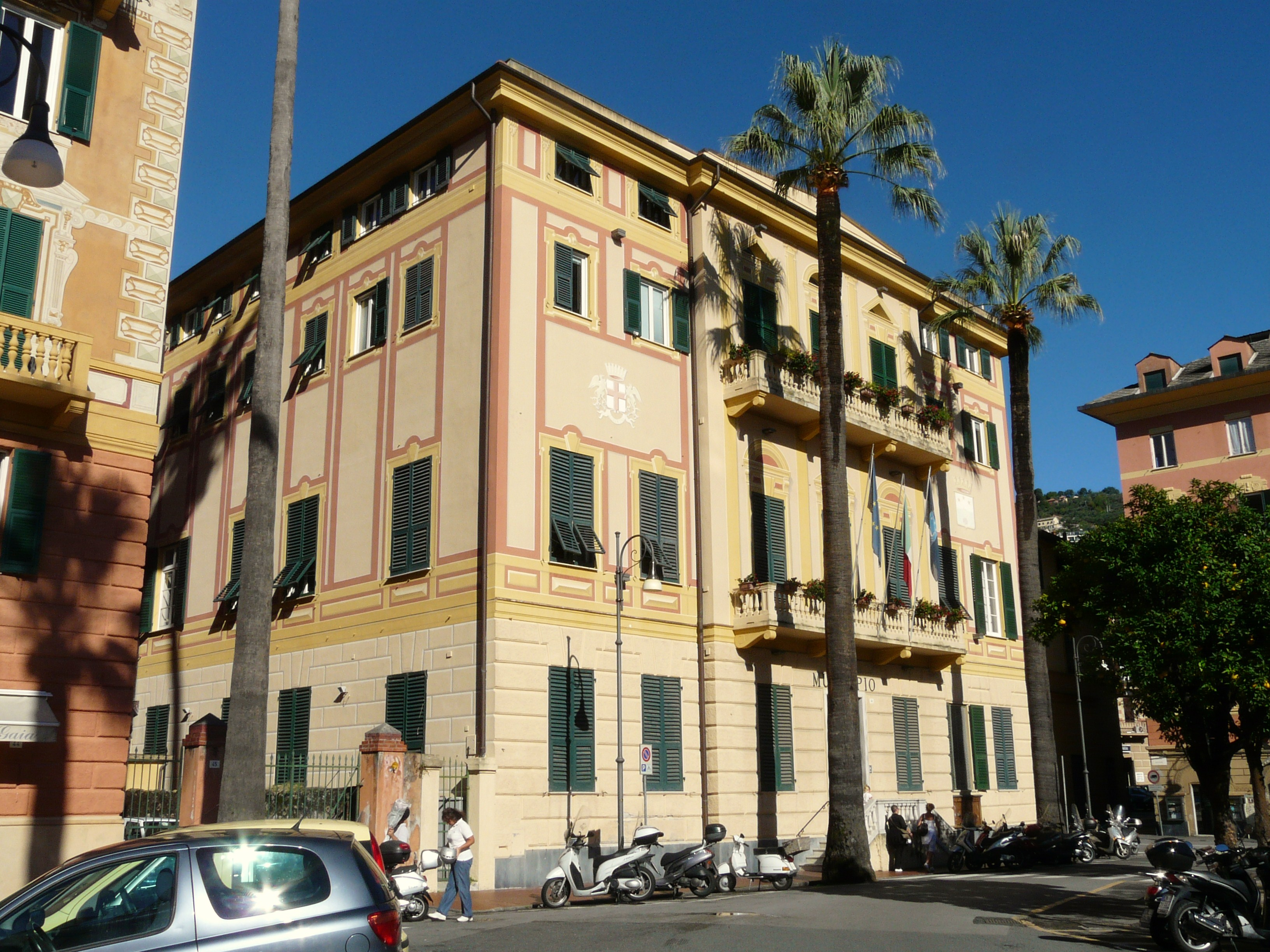
Mairie de la commune.

| Période                                  | Période          | Identité          | Étiquette                   | Qualité                    |
| ---------------------------------------- | ---------------- | ----------------- | --------------------------- | -------------------------- |
| 1995                                     | 1999             | Angelo Bottino    | Liste civique centre-gauche |                            |
| 1999                                     | 2004             | Angelo Bottino    | Liste civique centre-gauche |                            |
| 14 juin 2004                             | 19 novembre 2008 | Claudio Marsano   | Liste civique centriste     |                            |
| 9 décembre 2008                          | 7 juin 2009      | Carmine Battista  |                             | Commissaire extraordinaire |
| 2009                                     | 2014             | Roberto De Marchi | Liste civique               |                            |
| 26 mai 2014                              | 2019             | Paolo Donadoni    | Liste civique               |                            |
| Les données manquantes sont à compléter. |                  |                   |                             |                            |

## Hameaux
- Paraggi

## Économie
Cette station balnéaire accueille, tout comme Portofino, des célébrités ainsi que la jet-set italienne (yachts, boutiques de luxe, villas...).

## Monuments

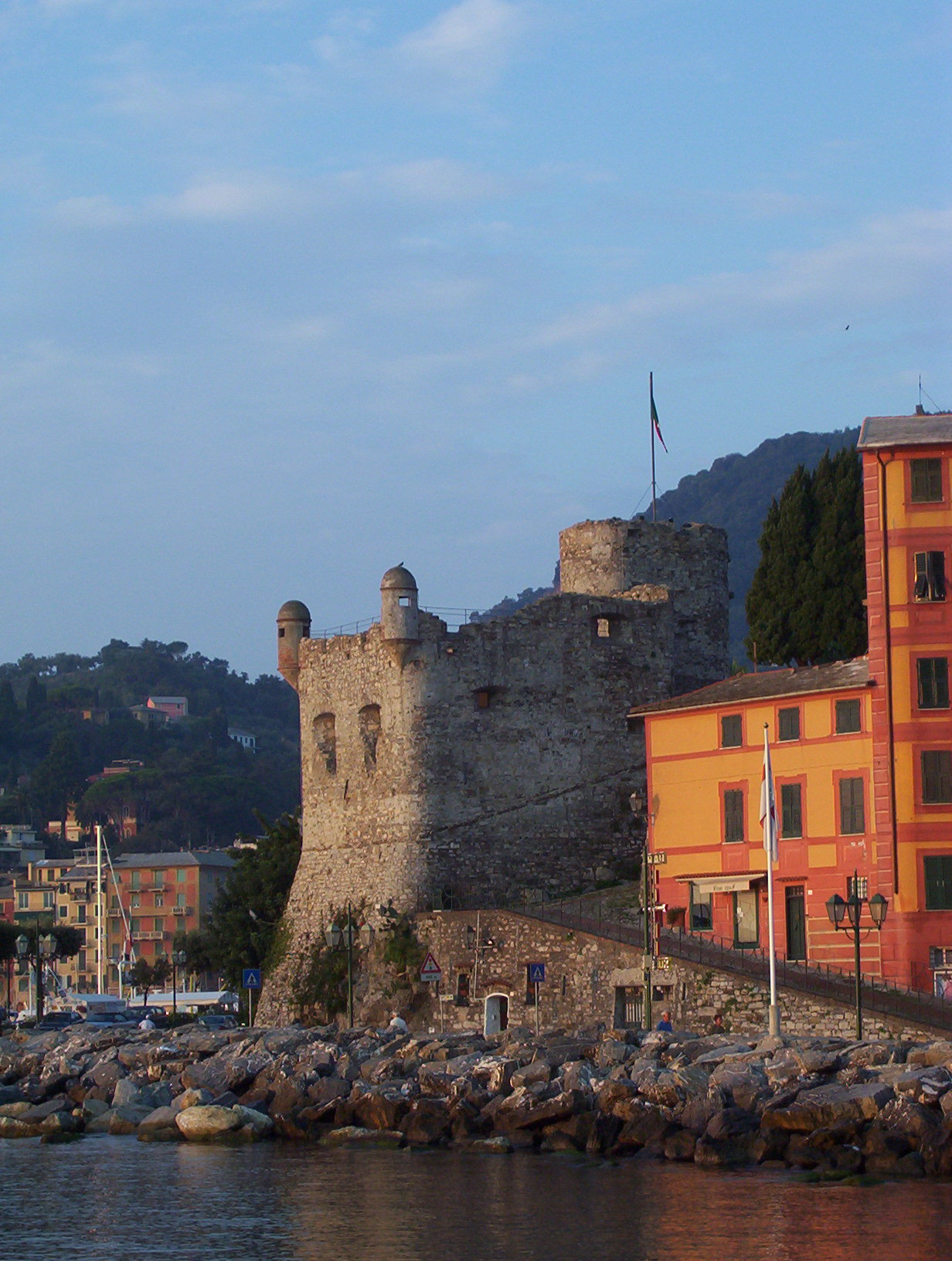
Le château

- La Basilique Sainte Marguerite d'Antioche dont la construction fut commencée en 1658 sur les restes d'une église du XIIIe siècle.
- La Villa Durazzo et son parc.
- La Villa Saint-Jacques et son parc.
- Le château de Santa Margherita Ligure.
- Le château de Paraggi.

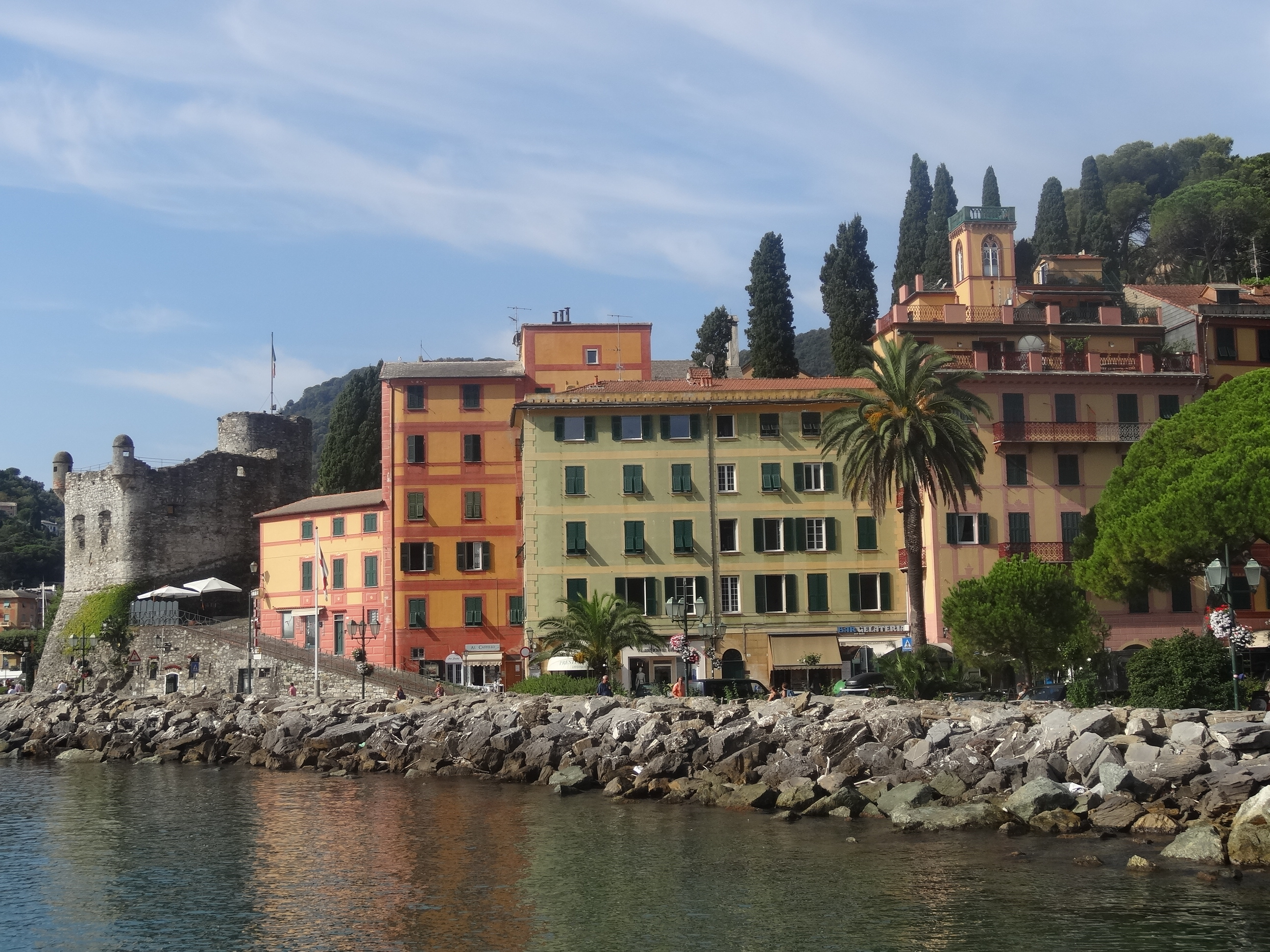
Le bourg, avec sur la gauche, le vieux château
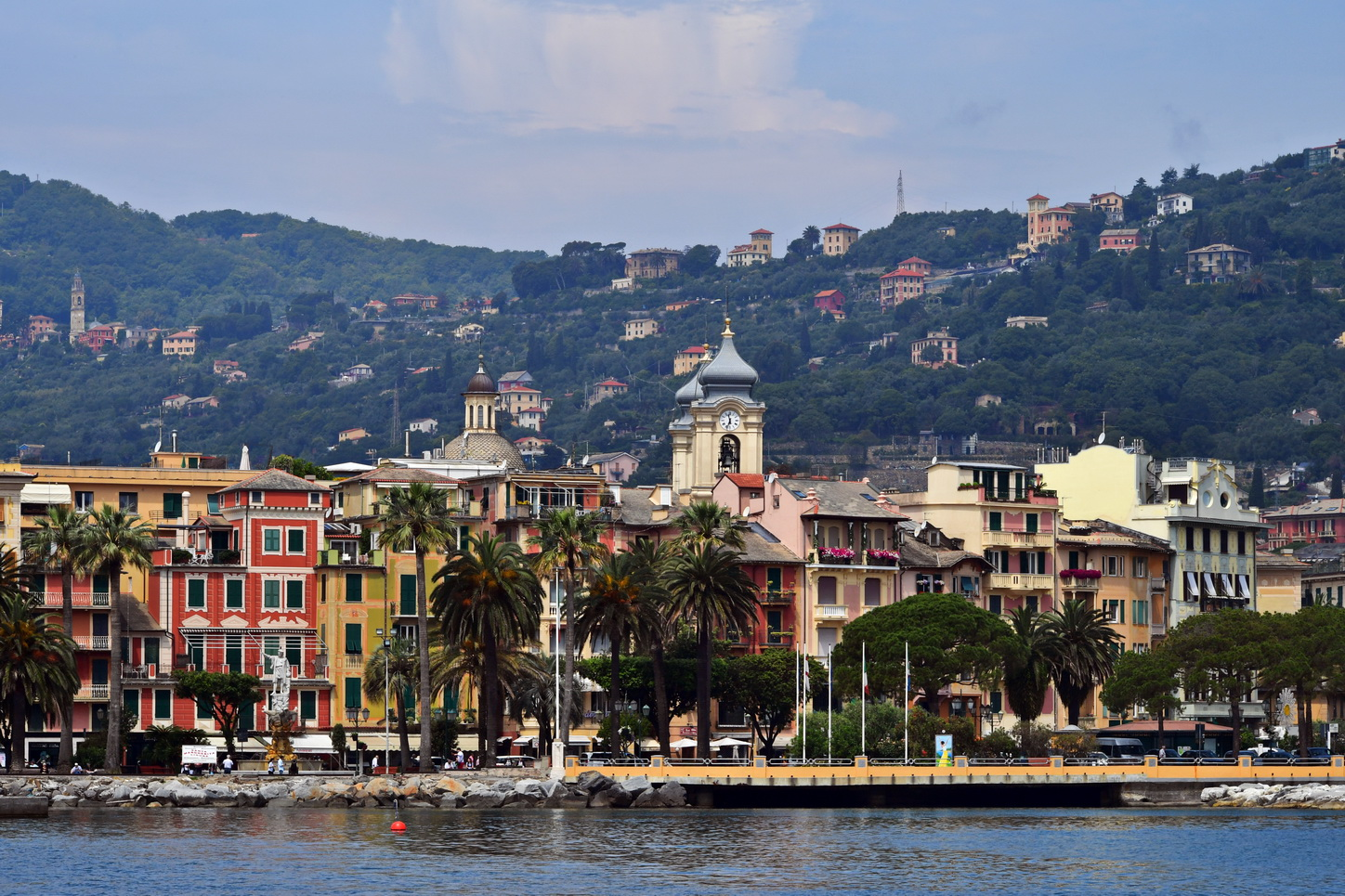
Front de mer
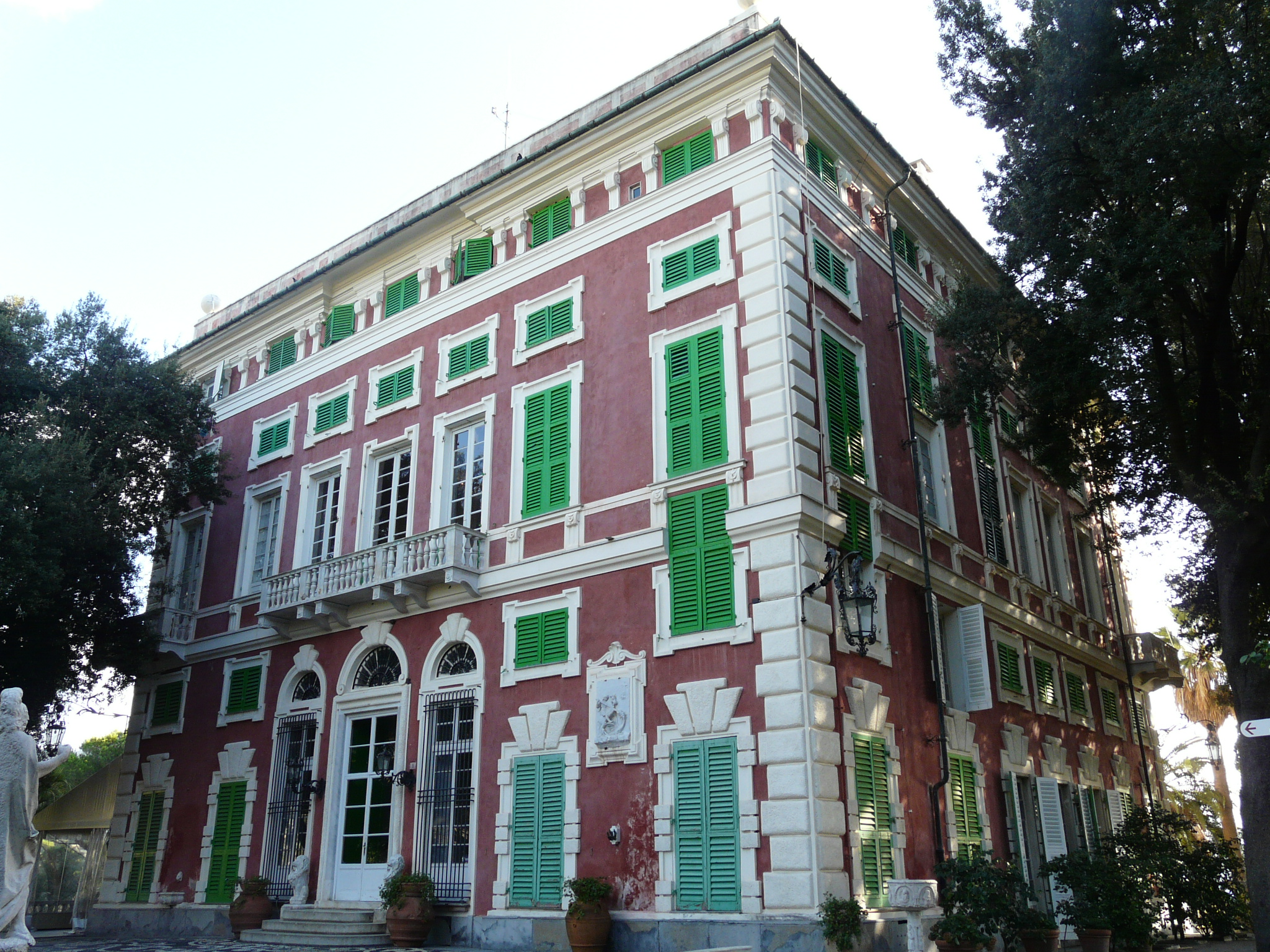
Villa Durazzo
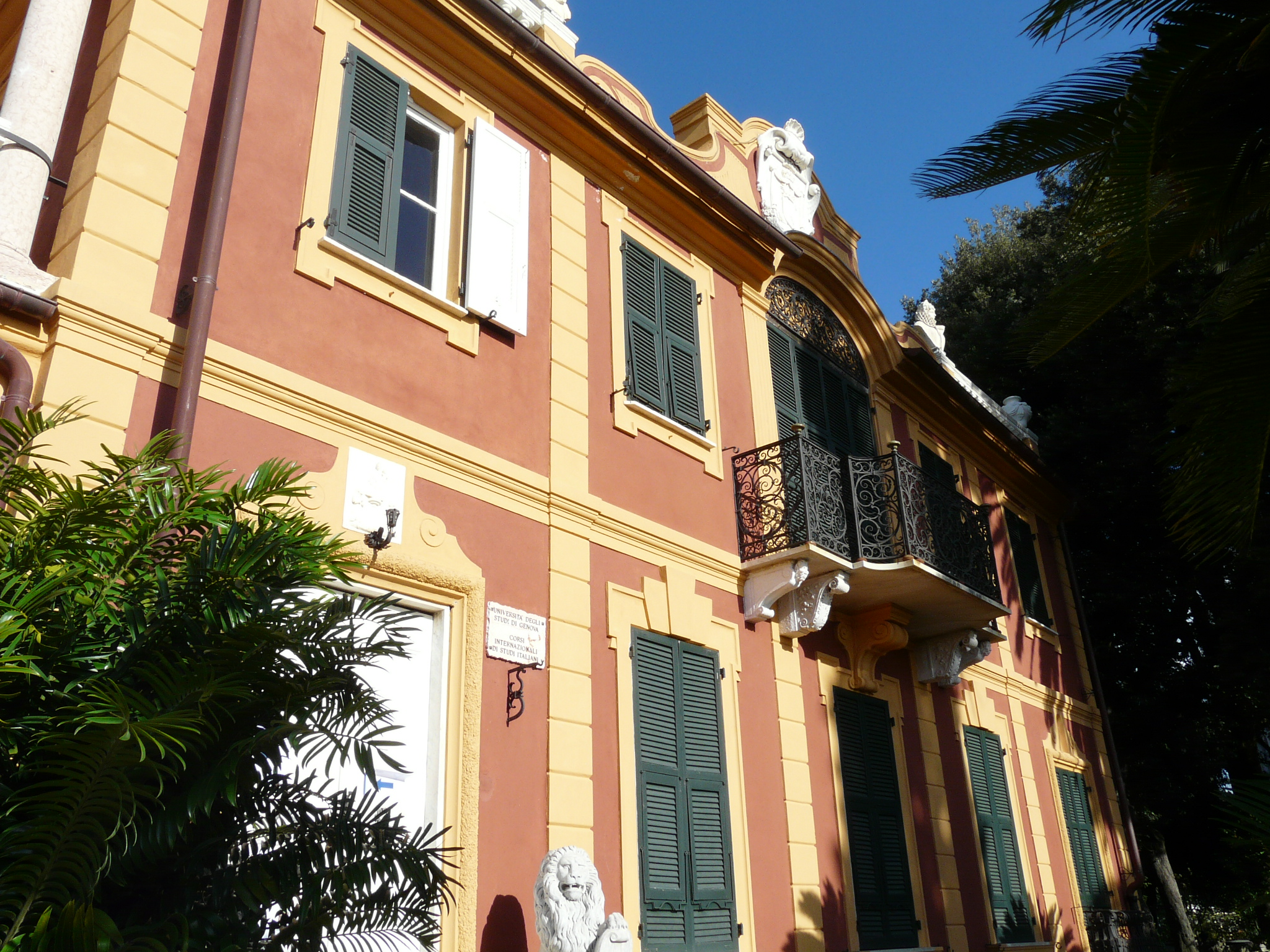
Villa Saint-Jacques
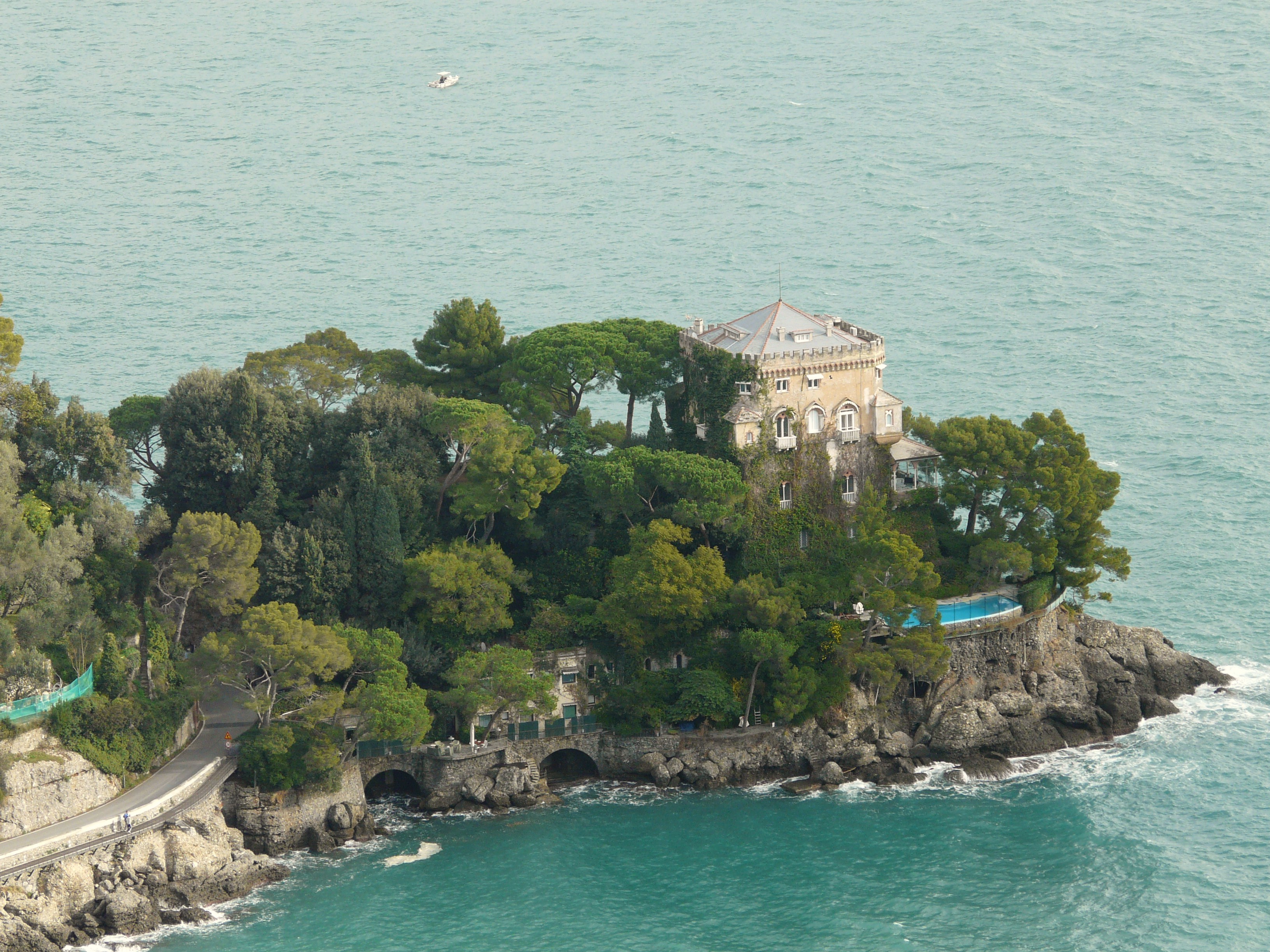
Castello di Paraggi

## Personnalités liées à la commune
- Vittorio Giovanni Rossi (1898-1978), marin, journaliste et écrivain né à Santa Margherita.
- Gianni Berengo Gardin (1930-2025), photographe né à Santa Margherita.